# Camilla Belle
Camilla Belle, volledige naam Camilla Belle Routh (Los Angeles (Californië), 2 oktober 1986), is een Amerikaans actrice en voormalig kindster.

## Carrière
Belles carrière begon toen ze slechts negen maanden oud was, toen ze te zien was in advertenties. Nadat ze in een reeks reclames te zien was, kreeg ze rollen in televisiefilms. De eerste film waarin Belle te zien was, is A Little Princess.
Na 2001 stopte Belle enige jaren met acteren. In 2005 kwam ze terug met een hoofdrol in The Ballad of Jack and Rose. Ze kreeg lovende kritiek voor haar rol.

## Filmografie
- Biblioteca Nacional de España: XX4837140
- Bibliothèque nationale de France: cb14041580n (data)
- Gemeinsame Normdatei: 140984437
- International Standard Name Identifier: 0000 0001 1486 991X
- Library of Congress Control Number: n2008031856
- Nationale Bibliotheek van Tsjechië: xx0109524
- Système universitaire de documentation: 121122727
- Virtual International Authority File: 212018
- WorldCat: E39PBJgMFGYvjFRKHDCc8m4THC